# Parco di Sanssouci
Il parco di Sanssouci è un parco che si estende per circa 290 ettari nei dintorni del palazzo di Sanssouci a Potsdam. Dal 1º gennaio 1995 il parco è curato e amministrato dalla Fondazione dei castelli e giardini prussiani di Berlino-Brandeburgo.

## Storia
Dopo la realizzazione del vigneto a terrazze e l'inizio della costruzione del palazzo di Sanssouci, Federico II fece sistemare i dintorni in maniera tale da creare un grande parco. Fu realizzato un giardino alla francese barocco con spazi erbosi, aiuole di fiori, siepi e alberi. Vennero piantati più di tremila alberi da frutto: nelle serre dei numerosi vivai presenti nel parco crescevano aranci, meloni, peschi e banani. L'intreccio fra giardino di piacere e orto per la coltivazione fu sottolineato con la collocazione delle statue di Flora e Pomona presso il portale di ingresso al parco.
Nella sistemazione del parco Federico II seguì gli stessi principi che l'avevano ispirato nella creazione dei parchi a Neuruppin e Rheinsberg. Durante il suo soggiorno a Neuruppin, dove fu comandante di un reggimento fra il 1732 e il 1735, quand'era principe ereditario, egli fece allestire un giardino presso la sua residenza. Già in questa occasione egli si discostò dalla classica sistemazione dei parchi barocchi, attenta solo all'aspetto esteriore, tipica ad esempio dei giardini di Versailles, ma preferì una soluzione che unisse il bello con l'utile. Analogo principio fu seguito anche a Rheinsberg, in occasione della ristrutturazione del castello che Federico II aveva ricevuto in dono da suo padre Federico Guglielmo I nel 1734. Qui egli fece allestire spazi delimitati da siepi, nei quali venivano coltivati alberi da frutto e ortaggi.
Con la costruzione di nuovi edifici nell'ambito del parco di Sanssouci, venne progressivamente realizzato un viale rettilineo, che raggiunse infine i 2,5 chilometri di lunghezza. Esso iniziò a est, dall'obelisco eretto nel 1748 presso il portale d'ingresso, e nel corso degli anni si allungò fino al Neues Palais, che ne costituì il definitivo termine occidentale. All'altezza della Bildergalerie (costruita nel 1764) e delle Neue Kammern (costruite nel 1774), il viale principale è interrotto da rondò con fontane circondate da statue in marmo; da questi rondò si dipartono viali minori che, addentrandosi fra i boschetti, conducono in altre zone del parco.
Federico II spese molto denaro nel sistema di fontane del parco, giacché i giochi d'acqua erano un elemento essenziale dei giardini barocchi. A Sanssouci, tuttavia, il progetto fallì a causa delle scarse conoscenze tecniche dei costruttori, che non furono in grado di far arrivare fino alle fontane del parco l'acqua raccolta in un bacino sul Ruinenberg. La grotta di Nettuno, completata nel 1757 nella parte orientale del parco, servì dunque poco alla funzione per la quale era stata prevista, così come le varie fontane e il colonnato di marmo che si trovava nella parte occidentale, all'interno del cosiddetto giardino dei caprioli: realizzato fra il 1751 e il 1762 su progetto di Georg Wenzeslaus von Knobelsdorff, questo colonnato fu demolito già nel 1797.

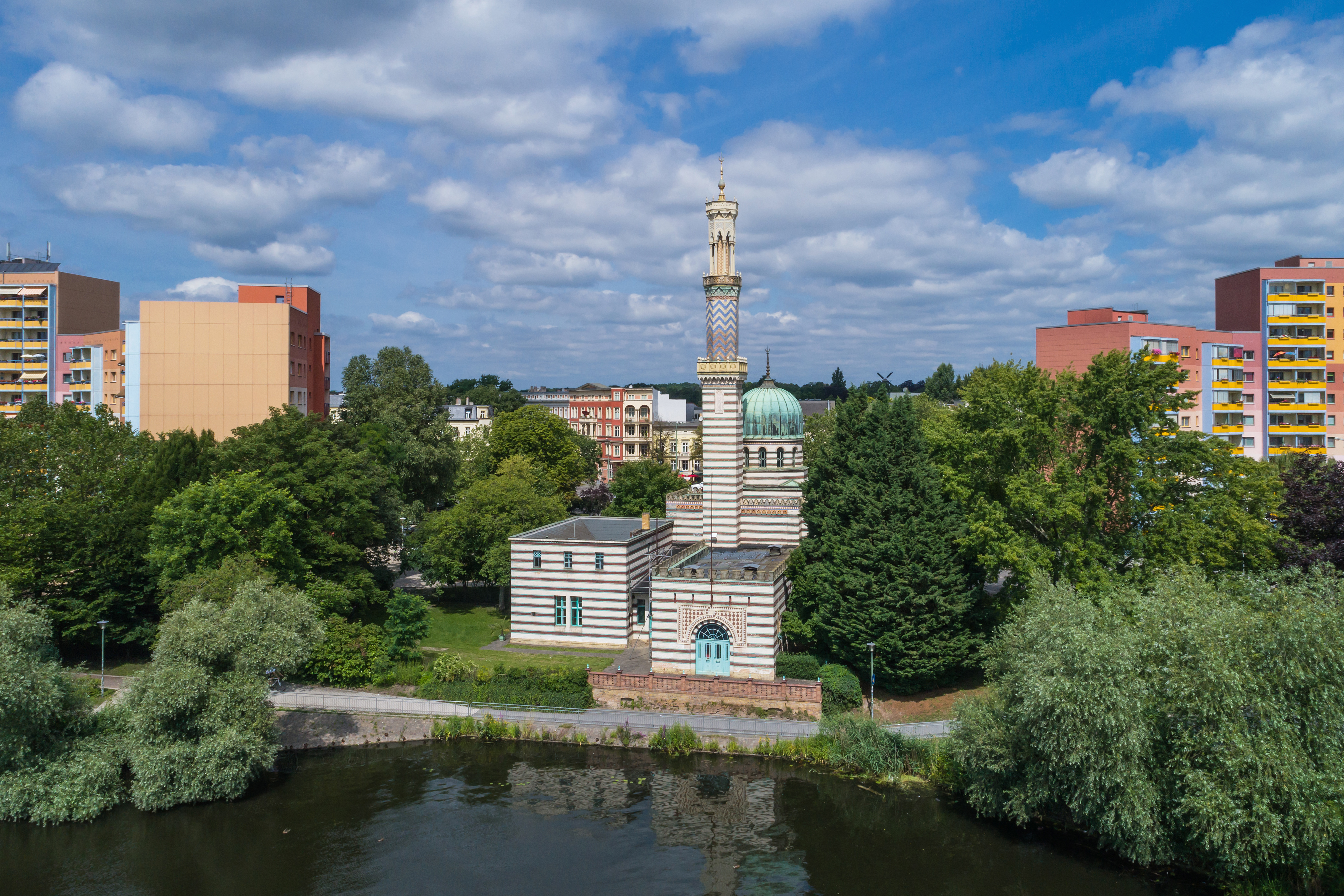
La stazione di pompaggio camuffata da moschea.

Fu solamente nel XIX secolo che i giochi d'acqua divennero una realtà grazie all'aiuto della forza motrice del vapore. Nell'ottobre 1842 entrò in funzione una macchina a vapore di 81,4 CV realizzata da August Borsig, la quale fece salire il getto d'acqua della fontana grande, ai piedi delle terrazze del palazzo di Sanssouci, fino a 38 metri di altezza. Per ospitare questa macchina, fra il 1841 e il 1843 per volere di Federico Guglielmo IV fu costruita una stazione di pompaggio su progetto di Ludwig Persius, che nel suo diario la descrisse come una specie di moschea turca con un minareto come camino.
Negli anni precedenti Federico Guglielmo III aveva acquistato un'area che confinava con il parco di Sanssouci a sud e in occasione del Natale del 1825 ne aveva fatto dono a suo figlio Federico Guglielmo IV. Là, al posto di una vecchia casa padronale, Karl Friedrich Schinkel e Ludwig Persius edificarono il palazzo di Charlottenhof. Peter Joseph Lenné fu incaricato di allestire il relativo giardino. Seguendo i principi dell'epoca federiciana, l'architetto trasformò il terreno pianeggiante, parzialmente paludoso, in un giardino all'inglese. Attraverso ampi spazi erbosi si crearono prospettive fra il palazzo di Charlottenhof, le terme romane e il Neues Palais. Gruppi di alberi e di arbusti furono collocati qui e là e una fossa che si trovava nella parte sud-orientale fu ampliata in uno stagno. Il materiale di scavo fu utilizzato da Lenné per creare un terreno leggermente collinoso, nel cui punto più alto vennero fatti incontrare i vari viali di quella zona.
Architetti, scultori, pittori, decoratori, giardinieri e altri artisti vennero chiamati da Federico II e Federico Guglielmo IV, che sovente intervenivano in prima persona nei progetti, ad adornare il parco di Sanssouci con numerose opere d'arte e varie costruzioni minori.

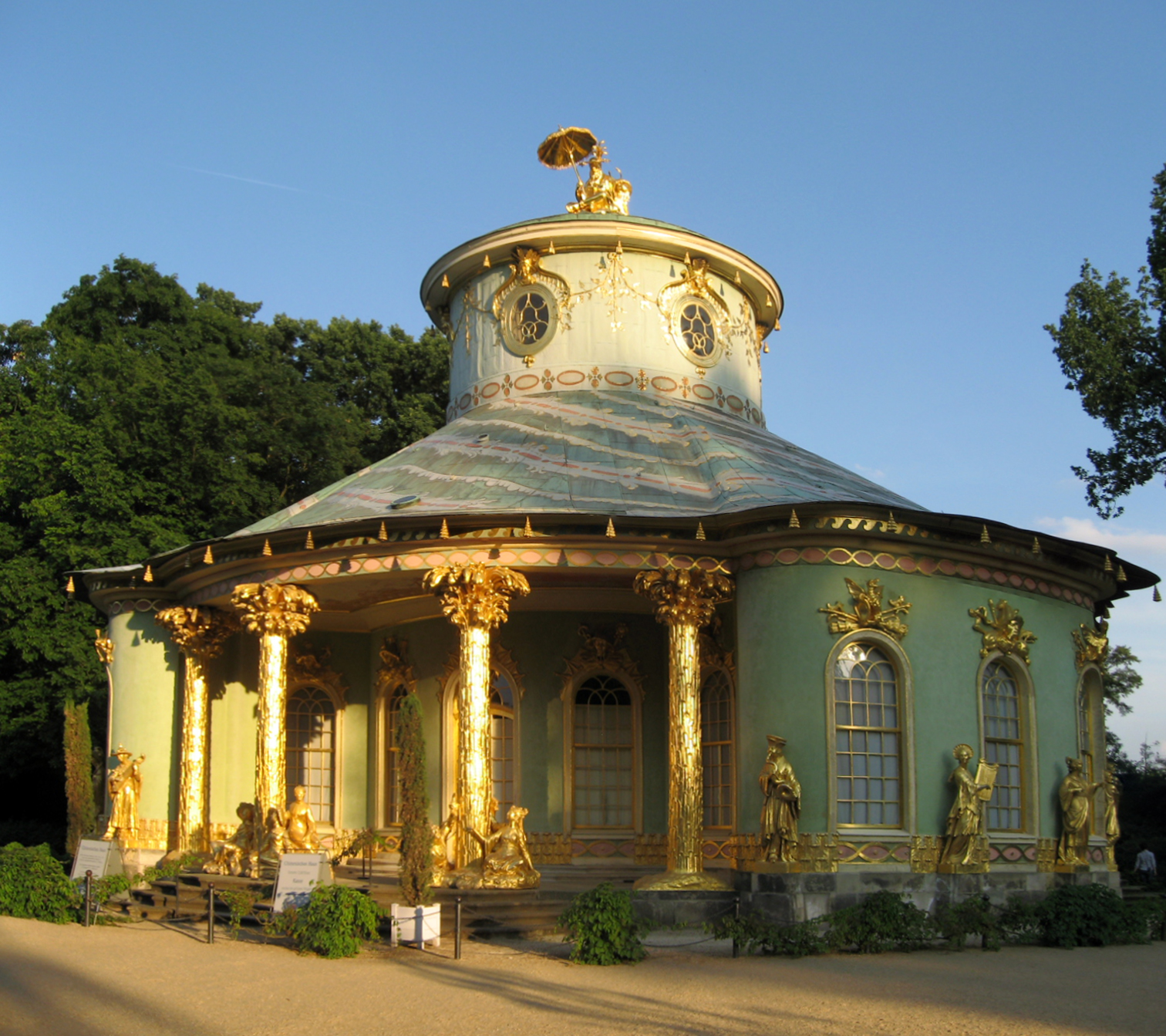
La casa cinese.

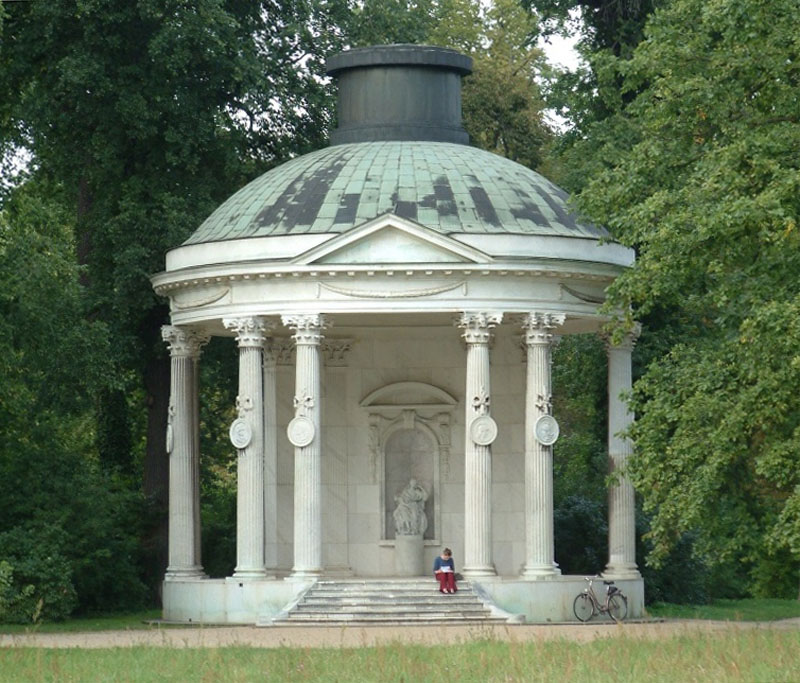
Il tempio dell'amicizia.

Nel parco e nelle immediate vicinanze si ergono vari edifici e costruzioni:
- il palazzo di Sanssouci
- la Porta verde (Grünes Gitter), accesso principale al parco
- la Bildergalerie
- le Neue Kammern
- la grotta di Nettuno
- la casa cinese
- il Neues Palais
- il tempio dell'amicizia
- il tempio delle antichità
- il portale dell'obelisco
- le rovine artistiche sul Ruinenberg
- il belvedere sul Klausberg
- la casa dei draghi
- il palazzo di Charlottenhof
- le terme romane
- la chiesa della pace
- l'Orangerie